# Fred Wesley
Fred Wesley (* 4. července 1943) je americký pozounista. V dětství hrál na klavír a později trubku. V šedesátých a sedmdesátých letech byl členem doprovodné skupiny Jamese Browna. Jeho kapelu opustil v roce 1975 a následně řadu let působil v projektech George Clintona. V roce 1978 zahájil spolupráci s Count Basiem. Během své kariéry spolupracoval s mnoha dalšími hudebníky, mezi něž patří například Maceo Parker, Hank Crawford a George Benson. Dále krátce spolupracoval s českou kapelou Monkey Business. Rovněž vydal řadu vlastních alb.